# Oxyopes tenellus
Oxyopes tenellus là một loài nhện trong họ Oxyopidae.
Loài này thuộc chi Oxyopes. Oxyopes tenellus được Da-xiang Song miêu tả năm 1991.